# Dernbach (Bad Endbach)
Dernbach (mundartlich De'mbach) ist ein Dorf im Hessischen Hinterland und als solches ein Ortsteil der Gemeinde Bad Endbach im mittelhessischen Landkreis Marburg-Biedenkopf. Bis 1748 war der Ort Sitz des Adelsgeschlechtes „von und zu Dernbach.“

## Geografische Lage
Dernbach liegt 4,5 km nördlich von Bad Endbach am Dernbach  auf 470 m im Gladenbacher Bergland (östlicher Ausläufer des Westerwaldes, der sich hier mit dem Südausläufer des Rothaargebirges überschneidet) in einer wechselhaften Mittelgebirgslandschaft zwischen den Städten Marburg und Dillenburg, nördlich von Wetzlar, also mitten im Hessischen Hinterland.
Naturräumlich wird das Plateau rund um Dernbach, das sich vom 552 m hohen Daubhaus nördlich von Gladenbach bis zum Nordrand des Schelder Waldes (Angelburg (Berg) 609 m ü. NHN) zieht, als Bottenhorner Hochflächen bezeichnet. Diese Hochflächen, entstanden im Tertiär, sind eine der ältesten Landoberflächen des Rheinischen Schiefergebirges.
Bis auf eine Lücke im Nordwesten (Richtung Bottenhorn) ist der Ort Dernbach von Wald umgeben.

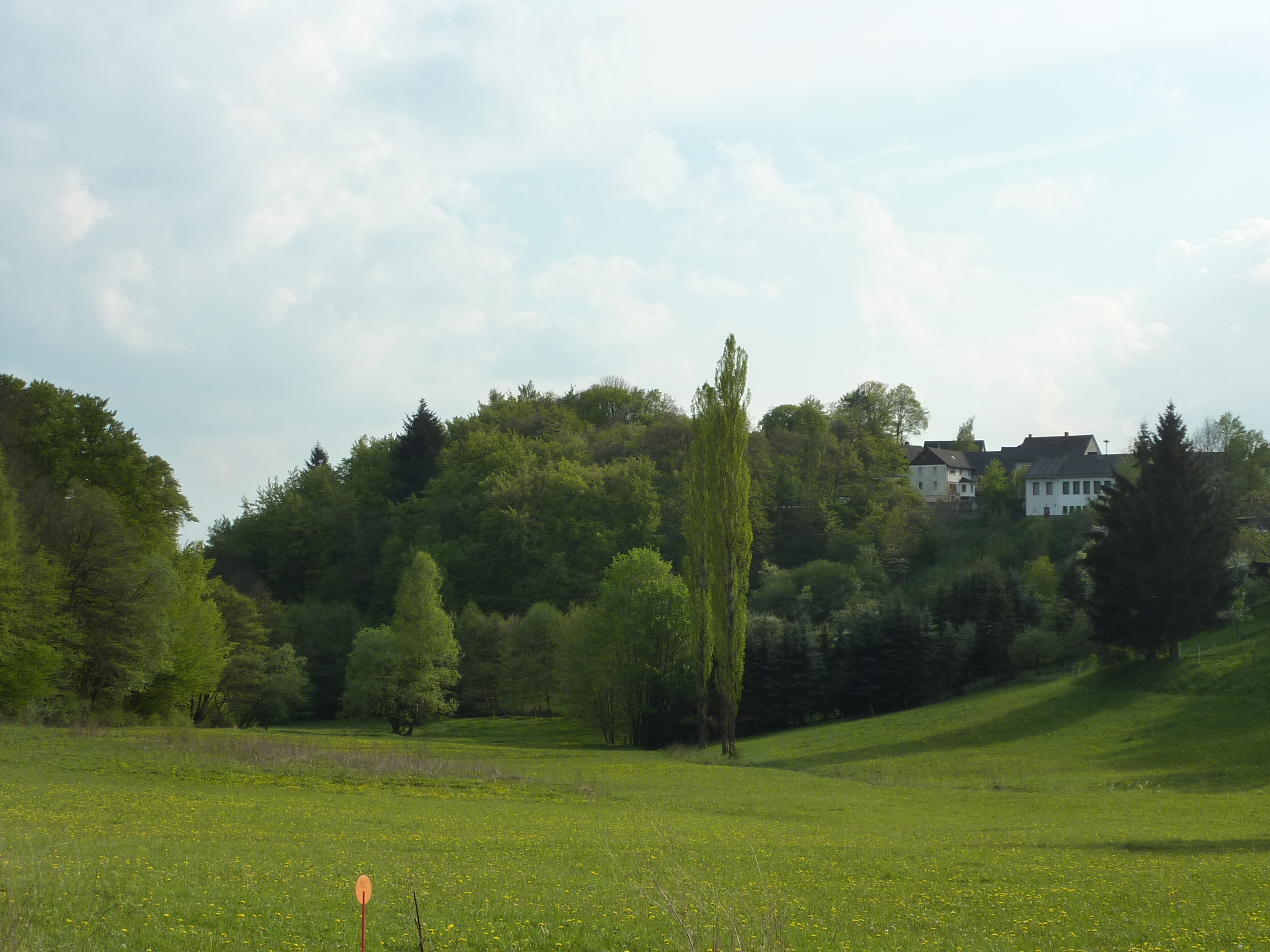
Der bewaldete Burgberg aus Nord-Ost
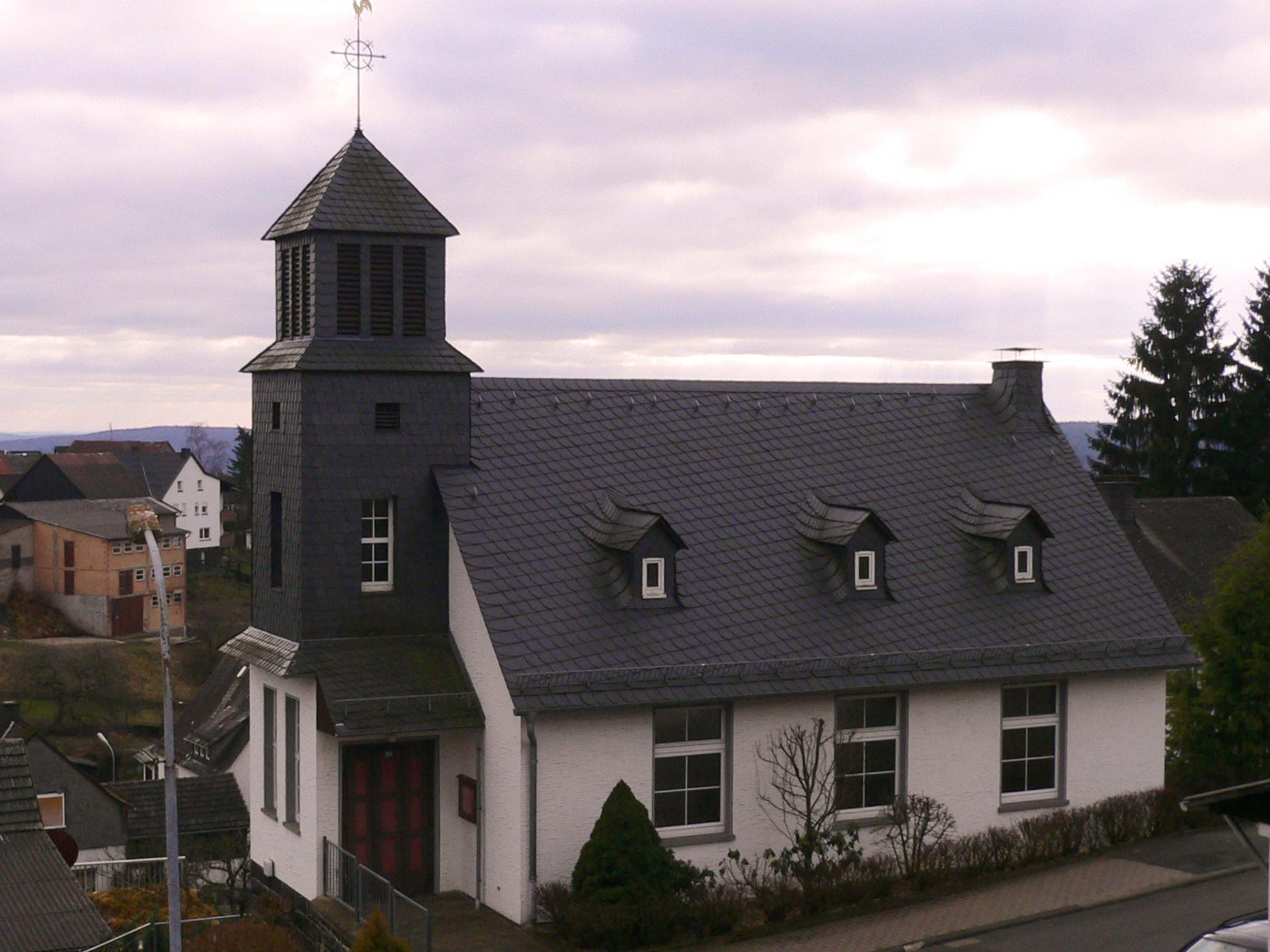
Ev. Kirche
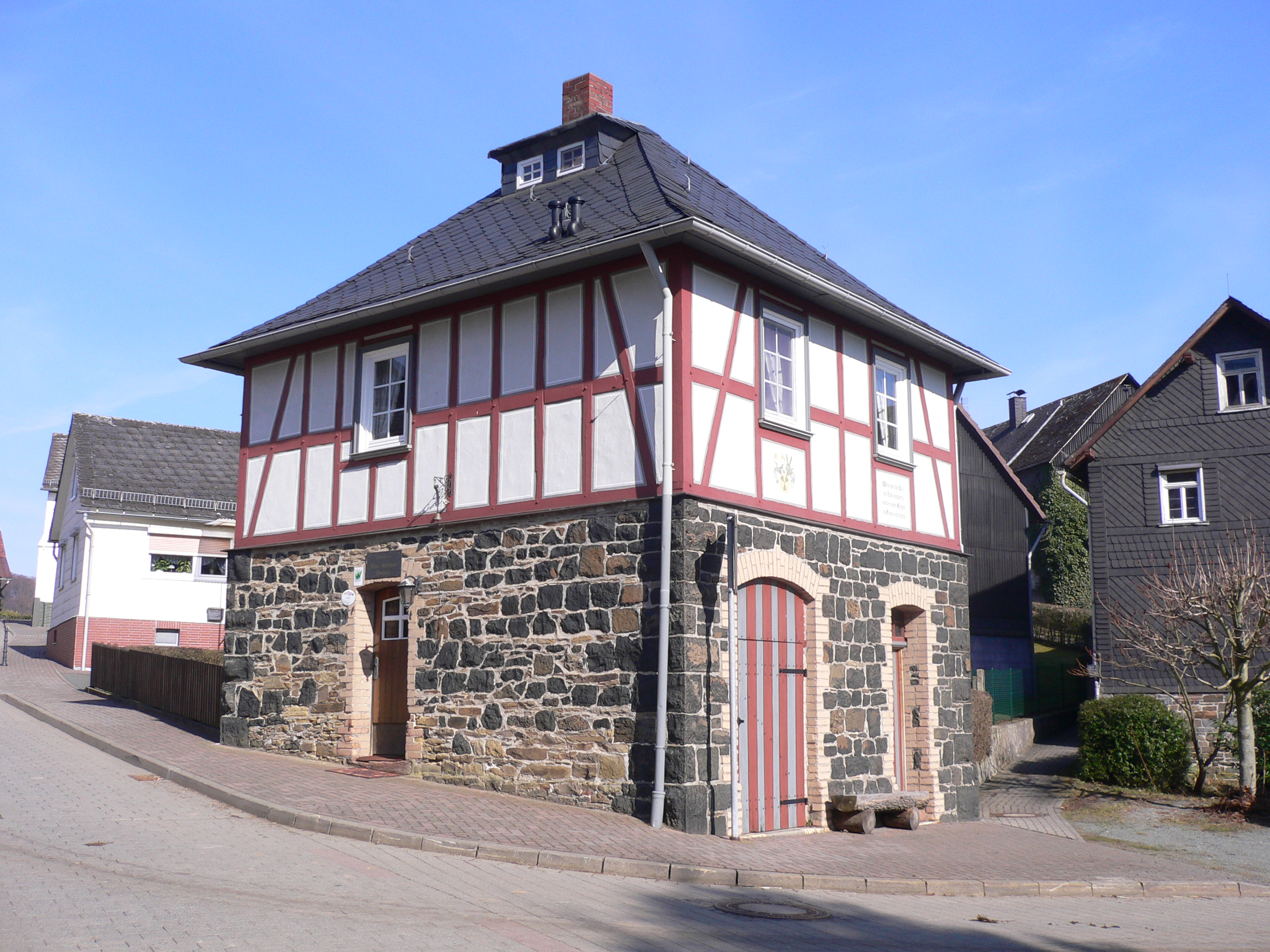
Rathaus und Backhaus Dernbach, heute Ferienwohnung

## Geschichte

### Dernbach Namen
Ersterwähnung des Ortes
Das heutige Dorf Dernbach entstand erst mit dem Bau der Burg Neu-Dernbach, als sich im Umfeld der Burg Bauhandwerker und Bedienstete der Herren von Dernbach ansiedelten. 1363 wird die Ansiedlung, das Dorf, erstmals als Therinbach genannt.
Die Herren von Dernbach hatten nach dem Ende der Dernbacher Fehde ihren gesamten Besitz, ihre umfangreichen Rechte und die zerstörte Burg Alt-Dernbach in der Herborner Mark an den Grafen Heinrich III. von Nassau-Dillenburg verkauft und waren in die Landgrafschaft Hessen gezogen. Dort erbauten sie die neue Höhenburg Neu-Dernbach. Sie sollte das Grenzgebiet zur Grafschaft Nassau sichern und war gedacht als Vorburg zur Burg Blankenstein.
Der noch oft in der älteren Literatur im Jahr 1255 als Ersterwähnung genannte Namen Dernbach  betrifft nicht den heutigen Ort Dernbach. Damit ist der bereits 1226 genannte und später wüst gefallene Hof Derenbach/Derinbach beim Kloster Altenberg, Gemarkung Oberbiel an der Lahn, gemeint.
Urkundliche Erwähnungen
- Therinbach (1363),
- Derenbach (1398),
- Dernbach (seit 1411)

Der hessische Landgraf belehnte die Herren von Dernbach ca. 1350 mit dem Neubau einschließlich der neu geschaffenen Gemarkung und der Ansiedlung, zunächst Tal genannt, und mit weiteren Besitztümern in den umliegenden Ortschaften. Der Burgsitz und die Gemarkung Dernbach wurden von der Gemarkung Wommelshausen abgetrennt. Als Ausgleich erhielt Wommelshausen im Süden ein Teilgebiet der aufgelassenen Ortschaft Seibertshausen, genannt die Hessen.
Bereits 1570 wurde die Burg als alt und zerfallen bezeichnet, verfiel weiter und diente auch als Steinbruch. Der nach dem Abzug des Familienzweiges der „von Dernbach genannt Graul“ 1540 in Dernbach verbliebene Familienzweig, die „von und zu Dernbach“, wohnte zu diesem Zeitpunkt bereits außerhalb im Hofgut.

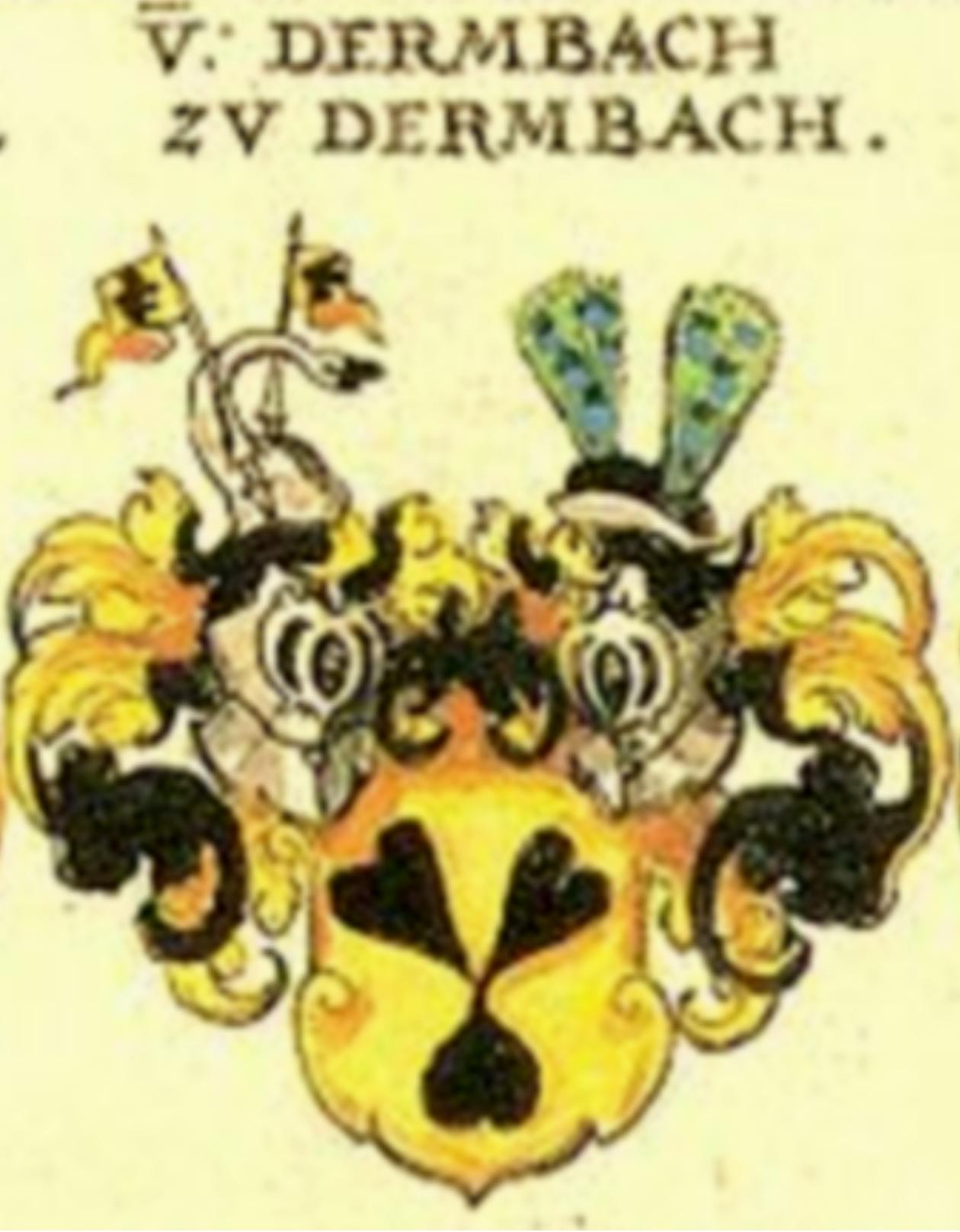
Wappen: von und zu Dernbach nach Siebmachers Wappenbuch von 1605

Der lehnsberechtigte evangelische Familienzweig ist 1748 ausgestorben
1748 starb der lehensberechtigte evangelische Familienzweig mit dem erst 40-jährigen landgräflich-hessen-kasselschen Hauptmann der Garde „Friedrich Ludwig Christian von Dernbach“ aus. Er war verheiratet mit Amalie von Breidenstein. Das Paar hatte keine Kinder.
Landgraf Ludwig VIII. zog die Burg und die zugehörigen Ländereien (die gesamte Gemarkung Dernbach umfassend) als erledigtes Lehen ein, machte daraus einen Gutshof (Domäne), baute 1750 ein neues Gutshaus und verpachtete die Ländereien. Die Einwohner von Dernbach besaßen nichts außer ihrer eigenen Hofraite; Äcker und Wiesen mussten sie pachten. Das Gutshaus und mit ihm die letzten Hofgebäude, die nordwestlich des Burgberges standen, wurden Mitte des 19. Jahrhunderts bis auf ein Kellergewölbe abgebrochen.
Von der Burg sind nur noch kümmerliche Reste der westlichen, südlichen und östlichen Burgmauer und von zwei Schalentürmen im Süden erhalten.
Keine Raubritter
Im Volksmund werden die Dernbacher Einwohner heute noch scherzhaft Raubritter genannt. Es gibt jedoch keinen Bericht darüber, dass sich die Herren von und zu Dernbach jemals als solche betätigt hätten, im Gegensatz zu ihren Verwandten auf Burg Vetzberg.
Beschreibung 1830
Die Statistisch-topographisch-historische Beschreibung des Großherzogthums Hessen berichtet 1830 über Dernbach:

„Dernbach (L. Bez. Gladenbach) evangel. Filialdorf; liegt 1 1⁄2 St. von Gladenbach in einer wilden, waldigen Gegend auf einer hohen Bergspitze, hat 22 Häuser und 124 Einw., die außer 2 Kath. evangelisch sind, und sich fast hauptsächlich mit dem Stricken von Strümpfen und deren Verkaufe nähren. Der Ort war der Sitz der längst ausgestorbenen adeligen Familie von Dernbach.“

Backhaus
Das bereits 1777 genannte und zwischenzeitlich renovierte Backhaus dient heute als Ferienwohnung.
Steinbruch
In einem nahegelegenen Steinbruch wurde bis 2010 Diabas abgebaut; den Abbau hat man inzwischen wieder aufgenommen.

### Hessische Gebietsreform (1970–1977)
Zum 1. Juli 1974 wurden im Zuge der Gebietsreform in Hessen kraft Landesgesetz die bis dahin selbständigen Gemeinden Bad Endbach, Bottenhorn, Dernbach, Hartenrod und Hülshof zur erweiterten Großgemeinde mit dem Namen Bad Endbach zusammengeschlossen.
Für alle ehemals eigenständigen Gemeinden von Bad Endbach wurden Ortsbezirke gebildet. Zuvor hatte der Kreistag einen freiwilligen Zusammenschluss von Bottenhorn, Hülshof und Dernbach abgelehnt.

### Verwaltungsgeschichte im Überblick
Die folgende Liste zeigt die Staaten und Verwaltungseinheiten, denen Dernbach angehört(e):
- ab 1350: Heiliges Römisches Reich, Landgrafschaft Hessen, Ortsherrschaft der Herren von Dernbach
- ab 1502: Heiliges Römisches Reich, Landgrafschaft Hessen, Gericht Gladenbach.
- 1567–1604: Heiliges Römisches Reich, Landgrafschaft Hessen-Marburg, Gericht Gladenbach.
- 1604–1648: strittig zwischen Hessen-Kassel und Hessen-Darmstadt (Hessenkrieg)
- ab 1604: Heiliges Römisches Reich, Landgrafschaft Hessen-Kassel, Amt Blankenstein
- ab 1617: Heiliges Römisches Reich, Landgrafschaft Hessen-Darmstadt, Amt Blankenstein, Obergericht Gladenbach[14][15]
- bis 1748: liegt die Niedere Gerichtsbarkeit bei der Adelsfamilie von und zu Dernbach
- ab 1748: Heiliges Römisches Reich, Landgrafschaft Hessen-Darmstadt, Oberfürstentum Hessen, Amt Blankenstein, Obergericht Gladenbach
- ab 1806: Großherzogtum Hessen,[Anm. 2] Fürstentum Oberhessen, Amt Blankenstein, Land- und Rügengericht[14][16]
- ab 1815: Großherzogtum Hessen, Provinz Oberhessen, Amt Blankenstein[17]
- ab 1821: Großherzogtum Hessen, Provinz Oberhessen, Landratsbezirk Gladenbach[Anm. 3]
- ab 1832: Großherzogtum Hessen, Provinz Oberhessen, Kreis Biedenkopf
- ab 1848: Großherzogtum Hessen, Regierungsbezirk Biedenkopf
- ab 1852: Deutscher Bund, Großherzogtum Hessen, Provinz Oberhessen, Kreis Biedenkopf
- ab 1867: Königreich Preußen,[Anm. 4] Provinz Hessen-Nassau,  Regierungsbezirk Wiesbaden, Kreis Biedenkopf (übergangsweise Hinterlandkreis)[15]
- ab 1871: Deutsches Reich, Königreich Preußen, Provinz Hessen-Nassau, Regierungsbezirk Wiesbaden, Kreis Biedenkopf
- ab 1918: Deutsches Reich (Weimarer Republik), Freistaat Preußen, Provinz Hessen-Nassau, Regierungsbezirk Wiesbaden, Kreis Biedenkopf
- ab 1932: Deutsches Reich, Freistaat Preußen, Provinz Hessen-Nassau, Regierungsbezirk Wiesbaden, Landkreis Dillenburg
- ab 1933: Deutsches Reich, Freistaat Preußen, Provinz Hessen-Nassau, Regierungsbezirk Wiesbaden, Landkreis Biedenkopf
- ab 1944: Deutsches Reich, Freistaat Preußen, Provinz Nassau, Landkreis Biedenkopf
- ab 1945: Amerikanische Besatzungszone,[Anm. 5] Groß-Hessen, Regierungsbezirk Wiesbaden, Landkreis Biedenkopf
- ab 1946: Amerikanische Besatzungszone, Land Hessen, Regierungsbezirk Wiesbaden, Landkreis Biedenkopf
- ab 1949: Bundesrepublik Deutschland, Land Hessen, Regierungsbezirk Wiesbaden, Landkreis Biedenkopf
- ab 1968: Bundesrepublik Deutschland, Land Hessen, Regierungsbezirk Darmstadt, Landkreis Biedenkopf
- ab 1974: Bundesrepublik Deutschland, Land Hessen, Regierungsbezirk Kassel, Landkreis Marburg-Biedenkopf, Gemeinde Bad Endbach[Anm. 6]
- ab 1981: Bundesrepublik Deutschland, Land Hessen, Regierungsbezirk Gießen, Landkreis Marburg-Biedenkopf, Gemeinde Bad Endbach

### Schulgeschichte
Dernbach gehörte wie Hülshof ehemals zur Schulgemeinde Wommelshausen. Bis 1821 gingen die Kinder nach Wommelshausen zur Schule. Ab 1822 bis 1836 wirkten in Dernbach Johannes und Philipp Schmidt nacheinander als Schulmeister. Danach versorgten bis 1844 die Lehrer aus Bottenhorn die Schule. Später mussten die Lehrer aus Wommelshausen viermal in der Woche Unterricht in verschiedenen Wohnhäusern erteilen. 1879 baute Dernbach ein eigenes Schulhaus. 1882 trennte man die Lehrerstelle von Wommelshausen und stellte für Dernbach einen zusätzlichen Lehrer ein. Ab 1888 wurde Dernbach in eine selbstständige Lehrerstelle umgewandelt. Als 1941 der Dernbacher Lehrer zur Wehrmacht eingezogen wurde, unterrichten die Wommelshäuser Lehrer dort vorübergehend zusätzlich. Danach mussten die Kinder aus Dernbach bis März 1945 in Wommelshausen zur Schule gehen.
Als Folge der hessischen Schulreform wurden ab 1960 örtliche Volksschulen zugunsten von Mittelpunktschulen aufgelöst, so auch die Grundschulen in Wommelshausen, Dernbach und Günterod.

## Bevölkerung

### Einwohnerentwicklung
| Quelle: Historisches Ortslexikon |                          |
| • 1577:                          | 007 Hausgesesse          |
| • 1630:                          | 008 Hausgesesse          |
| • 1742:                          | 017 Haushalte            |
| • 1791:                          | 066 Einwohner            |
| • 1800:                          | 066 Einwohner            |
| • 1806:                          | 090 Einwohner, 15 Häuser |
| • 1829:                          | 124 Einwohner, 22 Häuser |

| Dernbach: Einwohnerzahlen von 1781 bis 2000 | Dernbach: Einwohnerzahlen von 1781 bis 2000 | Dernbach: Einwohnerzahlen von 1781 bis 2000 | Dernbach: Einwohnerzahlen von 1781 bis 2000 | Dernbach: Einwohnerzahlen von 1781 bis 2000 |
| --- | ------------------------------------------- | ------------------------------------------- | ------------------------------------------- | ------------------------------------------- |
| Jahr |                                             |                                             |                                             | Einwohner                                   |
| 1781 | 1781                                        |                                             | 66                                          | 66                                          |
| 1800 | 1800                                        |                                             | 66                                          | 66                                          |
| 1806 | 1806                                        |                                             | 90                                          | 90                                          |
| 1829 | 1829                                        |                                             | 124                                         | 124                                         |
| 1834 | 1834                                        |                                             | 140                                         | 140                                         |
| 1840 | 1840                                        |                                             | 151                                         | 151                                         |
| 1846 | 1846                                        |                                             | 169                                         | 169                                         |
| 1852 | 1852                                        |                                             | 175                                         | 175                                         |
| 1858 | 1858                                        |                                             | 171                                         | 171                                         |
| 1864 | 1864                                        |                                             | 145                                         | 145                                         |
| 1871 | 1871                                        |                                             | 141                                         | 141                                         |
| 1875 | 1875                                        |                                             | 178                                         | 178                                         |
| 1885 | 1885                                        |                                             | 158                                         | 158                                         |
| 1895 | 1895                                        |                                             | 160                                         | 160                                         |
| 1905 | 1905                                        |                                             | 156                                         | 156                                         |
| 1910 | 1910                                        |                                             | 174                                         | 174                                         |
| 1925 | 1925                                        |                                             | 236                                         | 236                                         |
| 1939 | 1939                                        |                                             | 237                                         | 237                                         |
| 1946 | 1946                                        |                                             | 354                                         | 354                                         |
| 1950 | 1950                                        |                                             | 319                                         | 319                                         |
| 1956 | 1956                                        |                                             | 262                                         | 262                                         |
| 1961 | 1961                                        |                                             | 273                                         | 273                                         |
| 1967 | 1967                                        |                                             | 322                                         | 322                                         |
| 1980 | 1980                                        |                                             | ?                                           | ?                                           |
| 1990 | 1990                                        |                                             | ?                                           | ?                                           |
| 2000 | 2000                                        |                                             | ?                                           | ?                                           |
| Datenquelle: Historisches Gemeindeverzeichnis für Hessen: Die Bevölkerung der Gemeinden 1834 bis 1967. Wiesbaden: Hessisches Statistisches Landesamt, 1968. Weitere Quellen: LAGIS; Zensus 2011 |                                             |                                             |                                             |                                             |

### Einwohnerstruktur 2011
Nach den Erhebungen des Zensus 2011 lebten am Stichtag dem 9. Mai 2011 in Dernbach 256 Einwohner. Darunter waren 3 (1,2 %) Ausländer.
Nach dem Lebensalter waren 45 Einwohner unter 18 Jahren, 99 zwischen 18 und 49, 63 zwischen 50 und 64 und 48 Einwohner waren älter.
Die Einwohner lebten in 99 Haushalten. Davon waren 30 Singlehaushalte, 18 Paare ohne Kinder und 45 Paare mit Kindern, sowie 6 Alleinerziehende und keine Wohngemeinschaften. In 15 Haushalten lebten ausschließlich Senioren und in 66 Haushaltungen lebten keine Senioren.

### Historische Religionszugehörigkeit
| Quelle: Historisches Ortslexikon |                                                                          |
| • 1829:                          | 122 evangelische (= 98,39 %), 2 katholische (= 1,61 %) Einwohner         |
| • 1885:                          | 157 evangelische (= 99,37 %), ein katholischer (= 0,63 %) Einwohner      |
| • 1961:                          | 258 evangelische (= 94,51 %), 8 römisch-katholische (= 2,93 %) Einwohner |

### Historische Erwerbstätigkeit
Quelle: Historisches Ortslexikon
| • 1867: | Erwerbspersonen: 25 Landwirtschaft, 1 Forstwirtschaft, 2 Bergbau und Hüttenwesen, 3 Gewerbe und Industrie, 1 Gemeindeverwaltung, 5 Personen ohne Berufsausübung, 7 Personen ohne Berufsangabe. |
| • 1961: | Erwerbspersonen: 53 Land- und Forstwirtschaft, 48 produzierendes Gewerbe, 12 Handel und Verkehr, 12 Dienstleistungen und Sonstiges.                                                            |

## Politik

### Ortsbeirat
Für Dernbach besteht ein Ortsbezirk (Gebiete der ehemaligen Gemeinde Dernbach) mit Ortsbeirat und Ortsvorsteher nach der Hessischen Gemeindeordnung.
Der Ortsbeirat besteht aus drei Mitgliedern. Bei den Kommunalwahlen in Hessen 2021 betrug die Wahlbeteiligung zum Ortsbeirat 49,74 %. Alle Kandidaten gehörten der „Gemeinschaftsliste Dernbach“ an. Der Ortsbeirat wählte Thorsten Grob zum Ortsvorsteher.

### Wappen
| Wappen von Dernbach | Blasonierung: „In Schwarz über einem goldenen Wellenbalken drei in Form einer halben, oberen Rosette angeordnete goldene Seeblätter.“ |
| Wappen von Dernbach | Wappenbegründung: Das Dorf hatte vor 1956, als das heutige Wappen verliehen wurde, weder Wappen noch Siegel. Der Wellenbalken ist ein redendes Element für die Silbe „-bach“ des Ortsnamens, die Blätter stammen aus dem Wappen der Herren von Dernbach, die vor 1350 eine Burg errichteten, um die sich das Dorf entwickelte. |